# Карлтонит
Карлтонит, или карлетонит (англ. Carletonite, общеупотребительного русского написания нет) — редкий силикатный минерал с формулой KNa4Ca4(CO3)4Si8O18(F,OH)·(H2O).

## Описание
Относится к классу филлосиликатов, входит в группу апофиллитов. Его тетрагональные кристаллы бывают прозрачно-синими, белыми, бесцветными или розовыми со стекловидным или матовым блеском. Он имеет плотность 2.45 и твёрдость 4-4.5.
Минерал обнаружил Г. И. Чао  и назвал в честь Карлтонского университета в Оттаве, в котором учился. Впервые описан в 1967 году; более полное описание было выполнено тем же автором в 1971 году, а в 1972 году он опубликовал подробный анализ кристаллической структуры карлтонита. Все известные образцы минерала описаны по месторождению в Мон-Сент-Илер, Квебек — на сегодняшний день единственному, где он был обнаружен.
Встречается в роговиках и кремнистых мраморных ксенолитах в пределах и рядом с интрузиями нефелиновых сиенитов. Обычно с ним в комбинации встречаются кварц, нарсарсукит, кальцит, флюорит, анкилит, молибденит, лейкосфенит, лоренценит, галенит, альбит, пектолит, апофиллит, лейфит, микроклин и арфведсонит.
Используется преимущественно как коллекционный материал; возможна также ювелирная огранка. Синяя разновидность имеет внешнее сходство с содалитом, но отличается от него более совершенной спайностью. Разновидности с иной окраской могут быть спутаны с апофиллитом.